# Ofensiva soviética para o oeste (1918–1919)
A ofensiva soviética para o oeste (1918–1919) fez parte da campanha da Rússia Soviética em áreas abandonadas pelas guarnições do Ober Ost que estavam sendo retiradas para a Alemanha após a derrota deste país na Primeira Guerra Mundial. A ofensiva inicialmente bem sucedida contra a República da Estônia desencadeou a Guerra de Independência da Estônia, que terminou com o reconhecimento soviético do país. Da mesma forma, as campanhas contra a República da Letônia e a República da Lituânia fracassaram, resultando no Tratado de paz letão-soviético e no Tratado de paz soviético-lituano, respetivamente. Na Bielorrússia, a República Popular Bielorrussa foi conquistada e a República Socialista Soviética Bielorrussa foi proclamada.
A campanha acabou atolada e levou a Estônia à ofensiva de Pskov, às ofensivas de Petrogrado pelo Movimento Branco, à guerra lituano-soviética, à Guerra de Independência da Letônia, à continuação da Guerra Soviético-Ucraniana e ao início da Guerra Polonesa-Soviética.

## Objetivos da guerra soviética
O recém-formado Exército Vermelho estava crescendo em pessoal, e Vladimir Lenin poderia reunir forças suficientes para substituir as forças da cortina ocidental ("Западная завеса") em retirada por forças armadas sólidas e retomar as terras perdidas pela Rússia em 1917, simplesmente seguindo a retirada do exército alemão. Ao receber a notícia da Revolução Alemã, em 13 de novembro de 1918, o governo soviético anulou o Tratado de Brest-Litovski e emitiu ordens ao Exército Vermelho para se mover em direção à Bielorrússia, à Ucrânia e aos Estados Bálticos, a fim de ali estabelecer governos soviéticos. O recém-formado Exército Ocidental (em 16 de novembro) moveu-se na noite de 17 de novembro de 1918, para o vácuo operacional criado pela retirada do Exército Imperial Alemão. Este movimento, na direção geral da Bielorrússia, Ucrânia e Polônia (partes desta última dentro da Rússia Imperial foram referidas como "Terra do Vístula"), de acordo com Norman Davies, recebeu o codinome "Target-Vistula".[carece de fontes?]
A ofensiva em direção ao rio Vístula pelo recém-formado Exército Ocidental tinha o objetivo de estabelecer governos soviéticos semelhantes na Bielorrússia, Ucrânia e Polônia e avançar o mais para oeste possível, a fim de se juntar à Revolução Alemã e desencadear a revolução mundial.[carece de fontes?]

## Antecedentes
Após a assinatura do Tratado de Brest-Litovski, a Rússia bolchevique perdeu as terras europeias que anexou nos séculos XVIII e XIX. A maior parte da atual Polônia, Bielorrússia, Ucrânia e Estados Bálticos foram concedidos ao governo da Alemanha, que por sua vez decidiu conceder a estes Estados uma independência limitada como Estados-tampão. No entanto, a derrota alemã na Frente Ocidental e a dissolução interna da Áustria-Hungria tornaram obsoletos os planos para a criação da Mitteleuropa.[carece de fontes?]
Entre novembro e dezembro de 1918, o exército alemão iniciou uma retirada para o oeste. Oficiais desmoralizados e soldados amotinados abandonaram suas guarnições em massa e voltaram para casa. As áreas abandonadas pelas Potências Centrais tornaram-se um campo de conflito entre governos fantoches locais criados pela Alemanha como parte de seus planos, governos nacionalistas locais que surgiram após a retirada das forças alemãs, a Polônia e os bolcheviques que queriam incorporar essas áreas à Rússia soviética. Foram formados governos nacionais bielorrussos, estonianos, letões, lituanos, ucranianos e até cossacos. As lutas internas pelo poder impediram qualquer um dos governos da Bielorrússia de ganhar poder duradouro. Na Ucrânia, a situação era ainda mais complexa, com um conflito contínuo entre os anarquistas de Nestor Makhno, comunistas, o Movimento Branco, vários governos da Ucrânia e o renascido Exército polonês. Toda a região abandonada pelas forças alemãs tornou-se um gigantesco teatro de vale-tudo, onde dezenas de facções disputavam o poder.[carece de fontes?]
Os bolcheviques também estavam implementando uma nova estratégia, a "Revolução vinda do exterior" (Revolutsiya izvne—literalmente, "revolução de fora"), baseada no pressuposto de que as massas revolucionárias desejam a revolução, mas são incapazes de realizá-la sem a ajuda de bolcheviques mais organizados e avançados. Portanto, como observou Leon Trótski, a revolução deveria ser "trazida às baionetas" (do Exército Vermelho), pois "através de Kiev segue o caminho direto para a união com a revolução austro-húngara, assim como através de Pskov e Vilnius segue o caminho pela união com a revolução alemã. Ofensiva em todas as frentes! Ofensiva na frente oeste, ofensiva na frente sul, ofensiva em todas as frentes revolucionárias!". O conceito foi desenvolvido em 1918, mas publicado oficialmente com esse nome pela primeira vez em 1920 (Wojennaja Mysl i Riewolucija, 3/1920, Mikhail Tukhachevsky).

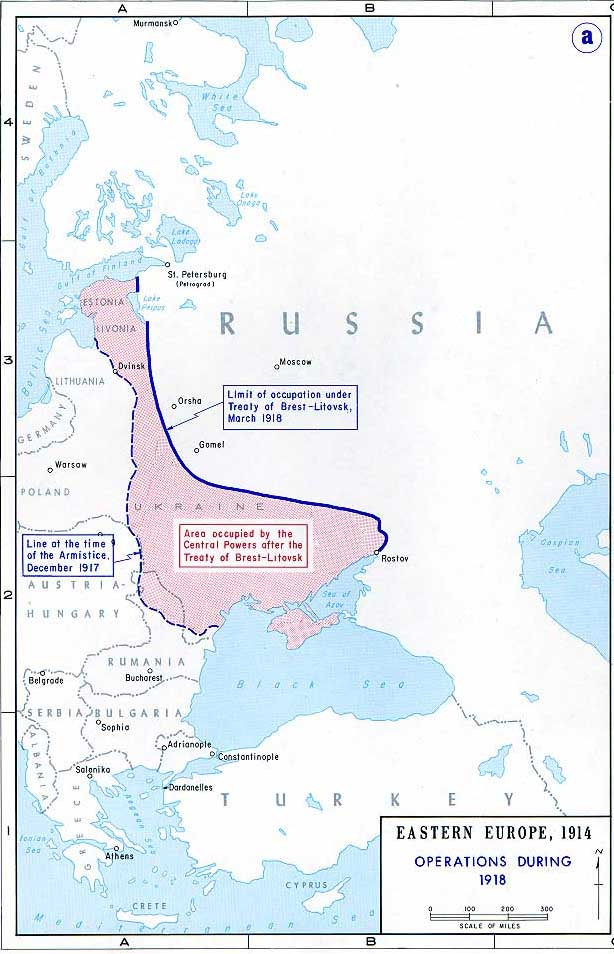
Territórios ocupados pela Alemanha durante 1918
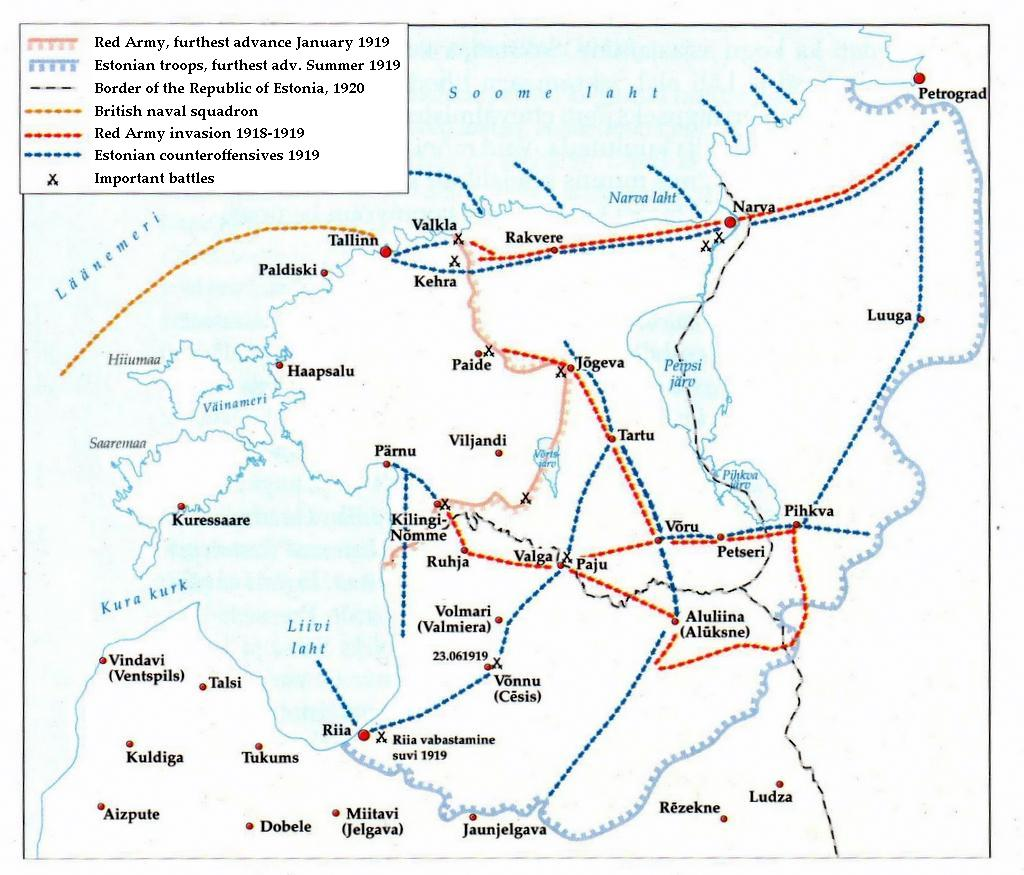
Operações estonianas e soviéticas na Estônia e Letônia, 1918–19
Operações soviéticas no sudeste da Estônia, Letônia, Lituânia e Bielorrússia em 1918-19
Contra-ataques estonianos, letões, lituanos e poloneses
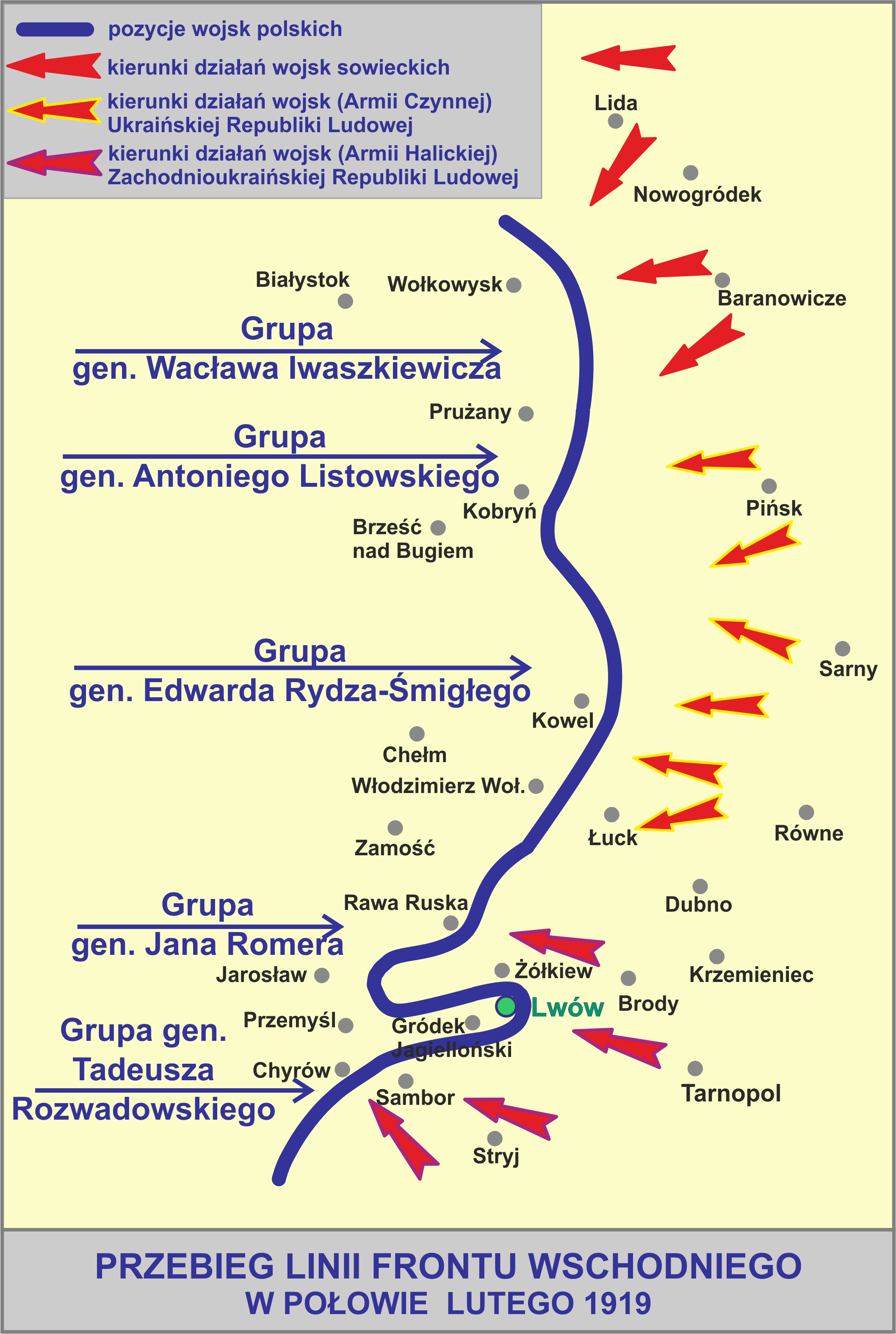
Frente polonesa-ucraniana e frente polonesa-soviética como formadas em fevereiro de 1919

## Ofensivas

### Direção estoniana
Os Destacamentos de Gdov e Yamburg do 7º Exército Vermelho atacaram o Regimento de Infantaria Alemão Nr. 405 defendendo a cidade de Narva em 22 de novembro de 1918. A 6ª Divisão Vermelha capturou o entroncamento ferroviário de Tapa dos recém-formados 4º e 5º Regimentos das Forças Terrestres da Estônia em 24 de dezembro e avançou 34 km da capital Tallinn. Em 29 de novembro, em Narva, os bolcheviques estonians lideradas por Jaan Anvelt proclamaram um governo fantoche pró-soviético, a "Comuna do Proletariado da Estônia". No sul da Estônia, o 49º Regimento Vermelho de Rifles da Letônia tomou o entroncamento ferroviário de Valga em 17 de dezembro e a cidade de Tartu em 24 de dezembro. O Exército estoniano interrompeu o avanço do 7º Exército Vermelho por toda a frente entre 2 e 5 de janeiro de 1919. Dois dias depois, as forças estonianas iniciaram a contraofensiva para expulsar completamente as forças soviéticas da Estônia. Uma brigada de fuzileiros navais voluntários finlandeses desembarcou na retaguarda da 6ª Divisão Vermelha, e a 1ª Divisão da Estônia capturou Narva em 18 de janeiro.
Posteriormente, a frente nordeste estabilizou-se ao longo do rio Narva. No sul da Estônia, o Batalhão Partisan estoniano Tartumaa de tipo comando expulsou os regimentos de rifles vermelhos da Letônia de Valga em 31 de janeiro. O 7º Exército Vermelho foi temporariamente forçado a sair das fronteiras da Estônia. Em 16 de fevereiro, o Exército Vermelho iniciou uma contraofensiva para recapturar a Estônia. As forças soviéticas, incluindo unidades dos chamados Fuzileiros Vermelhos da Estônia, capturaram as áreas de Setomaa, Vastseliina e Räpina em 15 de março. A 2ª Divisão da Estônia contra-atacou e recapturou Petseri em 28 de março. Combates semelhantes ocorreram entre o Exército estoniano e o Grupo Norte do Exército Vermelho da Letônia ao longo da frente Ainaži–Strenči–Alūksne estabilizada no norte da Letônia. Nas posições ao longo do rio Narva, a 1ª Divisão da Estônia repeliu os ataques do 7º Exército Vermelho.

### Direção polonesa
O Exército Vermelho entrou em Polatsk em 21 de novembro, Drissa e Rahachow em 22 de novembro, Jlóbin em 24 de novembro, Bobruisk em 28 de novembro, Borysów em 3 de dezembro, Slutsk em 8 de dezembro e Igumen em 9 de dezembro. Em 10 de dezembro, entraram em Minsk quase sem oposição, pondo fim à efêmera República Popular Bielorrussa. Em 1º de janeiro de 1919, a República Socialista Soviética Bielorrussa (RSSB) foi proclamada em Smolensk. Em 8 de janeiro, o governo da RSSB mudou-se para Minsk. Ao mesmo tempo, unidades de autodefesa polonesas e bielorrussas surgiram em todo o oeste da Bielorrússia. Mal equipados e compostos principalmente por recrutas locais, eles estavam determinados a defender suas casas do que os jornais descreveram como uma "ameaça vermelha". Grupos bolcheviques semelhantes estavam operando no setor e uma série de escaramuças se seguiu. A luta polonesa-soviética sobre Vilnius na primeira semana de 1919 foi um sinal das coisas que estavam por vir, já que a milícia polonesa foi forçada a se retirar depois que as primeiras unidades organizadas do Exército Ocidental soviético entraram na cidade. Em resposta, o exército polonês começou a enviar unidades para o leste para ajudar as unidades de autodefesa, enquanto os soviéticos fizeram o mesmo, mas na direção oposta. O conflito aberto parecia inevitável.[carece de fontes?]
Em 12 de janeiro, o Alto Comando Soviético declarou o objetivo da operação "Alvo Vístula": uma busca profunda em direção ao rio Neman. No dia 12 de fevereiro essa meta foi atualizada para incluir o rio Bug. Naquele dia, Jukums Vācietis ordenou ao novo Comando Ocidental que realizasse um "reconhecimento em profundidade" até Tilsit, Brest-Litovski, Kowel e Rivne. Ele também ordenou a proteção dos principais entroncamentos ferroviários, incluindo os de Vilnius, Lida, Baranavichy e Luninets.
Entre os objetivos dos bolcheviques estava o de atravessar a Europa Central e Oriental e apoiar as Revoluções na Alemanha e na Áustria-Hungria. As forças bolcheviques não previam uma oposição séria no caminho e viam os Estados da Polônia, Bielorrússia e Lituânia como meras efemérides, incapazes de defender suas próprias fronteiras "temporárias". No entanto, é improvável que os soviéticos realmente esperassem chegar ao Vístula. As ordens militares estavam cheias de propaganda. O principal objetivo da operação era provavelmente ver quanto território poderia ser oportunisticamente tomado no fluxo governamental caótico causado pelas sequelas da Europa Oriental do pós-guerra antes que qualquer autoridade governamental independente séria surgisse.
Finalmente, os primeiros confrontos polaco-soviéticos aconteceram em meados de fevereiro, na área das cidades de Bereza Kartuska e Mosty, onde ambos os exércitos se enfrentaram numa série de escaramuças. A ofensiva soviética foi interrompida no final de fevereiro e tornou-se evidente que o Exército Vermelho não romperia as linhas polonesas por meio de ataques tímidos. Tanto a ofensiva soviética como o contra-ataque polonês começaram ao mesmo tempo, o que resultou no envio de um número crescente de tropas para a área. Em abril, os bolcheviques capturaram Grodno e Vilnius, mas foram rapidamente expulsos pela contraofensiva polonesa.[carece de fontes?]

### Direção romena
No início de 1918, a Bessarábia, uma antiga província russa, uniu-se à Romênia após dois meses de independência como República Democrática da Moldávia. Os soviéticos não aceitaram a união e tentaram retomar a região à força. No entanto, tudo resultou em vários ataques esporádicos ao longo do rio Dniestre. Os russos também atacaram para apoiar a Hungria comunista, que tinha sua própria guerra com a Romênia. Não adiantou nada, pois a região foi defendida com sucesso contra os ataques bolcheviques.[carece de fontes?]

## Consequências
Os exércitos estoniano e polonês provaram ser oponentes muito mais capazes do que o Exército Vermelho havia suposto. A Ofensiva Pskov do grupo de batalha de Petseri do Exército da Estônia capturou Pskov em 25 de maio de 1919, destruiu as unidades dos Fuzileiros Vermelhos da Estônia no processo e expulsou todas as outras forças soviéticas do território entre a Estônia e o rio Velikaya. Os 7º e 15º Exércitos Vermelhos iniciaram uma contraofensiva na Íngria e no norte de Pskov em julho de 1919, que recuperou a maior parte dos territórios perdidos das regiões de Petrogrado e Pskov. Com armas fornecidas pela Grã-Bretanha e pela França e apoio operacional do Exército da Estônia e da Marinha Real, o Exército do Noroeste (do movimento russo branco) iniciou a Ofensiva Espada Branca em 28 de setembro de 1919 com o objetivo de capturar Petrogrado. O Exército do Noroeste se aproximou a menos de 16 quilômetros da cidade, mas o 7º Exército Vermelho repeliu as tropas russas brancas, empurrando-as de volta para a Estônia.
Embora as ordens para a operação "Target Vistula" nunca tenham sido retiradas, os planos soviéticos logo se tornaram obsoletos pela crescente resistência polonesa e, eventualmente, pela contraofensiva polonesa em abril. Incapaz de realizar seus objetivos, o Exército Vermelho retirou-se de suas posições e iniciou uma reorganização. A Guerra Polonesa-Soviética tinha começado.[carece de fontes?]

## Historiografia
Uma análise histórica abrangente da campanha contra a Polônia foi realizada por Norman Davies no seu livro White Eagle, Red Star (1972). Davies mencionou o codinome desta ofensiva como "Target Vistula", contudo o termo não é comumente usado na historiografia.
Davies em seu livro afirma que "Target Vistula" ("Цель – Висла" ou similar) foi o codinome soviético da ofensiva. Este termo, no entanto, está praticamente ausente na historiografia soviética e polonesa do período. Nessa associação, pode-se notar o título "Uma expedição além do Vístula" (Pokhod za Vislu) das memórias de Tukhachevsky sobre a sua campanha polonesa. Outras traduções da ofensiva incluem Operation Vistula (do polonês Operacja Wisła). Observe que o termo "Operação Vístula" geralmente se refere a um evento totalmente diferente.